# Bobby Byrd
Bobby Byrd, egentligen Robert Howard Byrd, född 15 augusti 1934 i Toccoa i Georgia, död 12 september 2007 i Loganville i Georgia, var en amerikansk musiker. Byrd samarbetade med James Brown och var medlem i dennes sånggrupp The Famous Flames.
Byrd sjöng som ung i gospelkör. Han träffade James Brown på 1950-talet och de bildade sånggruppen The Flames. Brown blev snabbt ledare i gruppen och Byrd medverkar med bakgrundssång på flera av hans tidiga hitlåtar under 1950-talet och tidigt 1960-tal, samt liveskivorna Live at the Apollo och Pure Dynamite! Live at the Royal.
Han spelade under 1960-talet och 1970-talet in soul och funk på egen hand. Till hans största singelhits i USA hör "Baby Baby Baby" (1964), "I Need Help (I Can't Do It Alone)" (1970), "Hot Pants (I'm Coming)" och "I Know You Got Soul" (båda 1971). Den sistnämnda blev senare mycket populär att sampla av hiphopartister.